# مبوتیسم

پرچم زئیر و نماد جنبش مردمی انقلاب و مبوتیسم.

مبوتیسم ایدئولوژیی حزبی متعلق به جنبش مردمی انقلاب و نیز ایدئولوژی رسمی دولت زئیر در طول نیمهٔ دوم سدهٔ بیستم میلادی بود. مبوتیسم حاوی اندیشه‌ها، دیدگاه‌ها و سیاست‌های رئیس‌جمهور و پدر خودخواندهٔ ملتِ زئیر، موبوتو سسه سوکو، بود. این ایدئولوژی ایده‌های ابتکاری مبوتو در زئیری‌سازی نیز دربرداشت.